# Riacho Doce (Manaus)
Riacho Doce é um conjunto localizado dentro do bairro Cidade Nova, na zona norte de Manaus.

## O Conjunto
Na verdade, a comunidade fica dentro do bairro Cidade Nova e não é reconhecido como bairro oficial pela prefeitura da cidade. É uma das maiores localidades da zona norte da cidade e possui em torno de 40 mil moradores. É dividido em três etapas: Riacho Doce 1, 2 e 3, sendo a etapa 3 a área mais populosa da comunidade e a etapa 2 a mais central e 1 a mais desenvolvida.
Tem como vizinhos os conjuntos Canaranas, Nova Cidade, Oswaldo Frota e Campo Dourado, além do Núcleo 7 na etapa do Riacho Doce 3, Conjunto Cidadão e Conjunto Renato Souza Pinto.
Teve um elevado crescimento na década de 1990, atingindo cerca de 40.000 habitantes. A partir da sua incorporação a outro bairro, reduziu o seu alto crescimento populacional que atingira nos últimos anos.
E uma das poucas comunidades de Manaus que possui se próprio blog, mantido pela Associação de Moradores da etapa 2, com assuntos de interesse público e o trabalho dessa associação pela melhoria da comunidade, bem como é um raio-x de seus problemas.
Possui um comércio próprio, tendo seu coração comecial na rua 26 de Agosto que inicia-se na etapa 1, corta a 2 e finda na 3. Possui 3 escolas, uma creche, 3 campos de futebol de terra batida. Em sua etapa 2 é rodeado por uma bela área verde, mas que vem sendo degradada devido a falta de políticas públicas presente no local.

## Limites
O conjunto localiza-se no bairro Cidade Nova, na Zona norte da cidade.
Faz limites com outros conjuntos da região da Cidade Nova e com outros bairros:
- Canaranas, através da avenida Camapuã;
- Nova Cidade, pela etapa do Riacho Doce 2, na parte nordeste do bairro;
- Oswaldo Frota e Campo Dourado, por toda a parte norte e noroeste do bairro;
- Com o Núcleo 7, da Cidade Nova, pela parte sul do bairro, na etapa Riacho Doce 3.

Dados do bairro
- População: 40.007 moradores (estimativa)